# قطعة 2 يورو التذكارية
قطعة 2 يورو التذكارية هي عملة 2 يورو يتم سكها من قبل دولة عضو في منطقة اليورو أو من إحدى الدول الصغيرة المصرح لها بصك العملات المعدنية باليورو، وتهدف إلى إحياء ذكرى حدث تاريخي أو الاحتفال بحدث حالي مهم. هذه العملات لها نفس الخصائص التقنية لعملات 2 يورو الأخرى وتحمل نفس العكس المشترك لهذه الاخيرة ولكن تختلف عن الوجه الوطني المعتاد. يمكن استخدامها مثل أي عملة أخرى من فئة 2 يورو. ومع ذلك، بسبب ندرتها، يتم تقديرها من قبل جامعي القطع النقدية.

## إصدارات تخص كل دول الاتحاد الأوروبي
في عام 2007 ، بمناسبة الذكرى الخمسين لمعاهدة روما، تم إصدار 13 عملة معدنية تذكارية بقيمة 2 يورو من قبل جميع أقاليم الاتحاد الأوروبي باستخدام قطعة 2 يورو التذكارية في ذلك الوقت. وقد تكرر هذا في عام 2009 ، بمناسبة الذكرى العاشرة للاتحاد الاقتصادي والنقدي، مع إصدار خاص من 16 عملة تذكارية بقيمة 2 يورو. في يناير 2012 ، أصدرت الدول الأعضاء في منطقة اليورو عملة مشتركة ثالثة من سلسلة من 18 عملة معدنية للاحتفال بالذكرى السنوية العاشرة لعملات اليورو الورقية. وفي عام 2015، أصدرت دول المنطقة الـ 19 قطعة مشتركة للاحتفال بالذكرى الثلاثين لعلم الاتحاد الأوروبي.

## إصدارات خاصة بكل دولة من دول الاتحاد الأوروبي
في عام 2006 ، بدأت ألمانيا سلسلة من 16 قطعة 2 يورو التذكارية على 16 ولاية ألمانية. تحتفل كل عملة بذكرى الرئاسة المتتالية لإحدى الولايات في البوندسرات، باستخدام نصب تذكاري رمزي.
في عام 2010 ، بدأت إسبانيا سلسلة من قطعة 2 يورو التذكارية المخصصة للمواقع الإسبانية المدرجة في قائمة اليونسكو للتراث العالمي.
من عام 2011 إلى عام 2015 ، أصدرت مالطا سلسلة من خمس عملات تذكارية لتحيي تاريخها الدستوري.
في عام 2016 ، بدأت مالطا سلسلتين جديدتين: خمس عملات تذكارية حول مواضيع عالمية رسمها الأطفال، وسبعة على مواقع ما قبل التاريخ.
من عام 2016 إلى 2018 ، أصدرت لاتفيا سلسلة من أربع عملات تذكارية في مناطقها.
في عام 2019 ، بدأت ليتوانيا سلسلة من خمس عملات تذكارية في مناطقها الإثنوغرافية.
| دولة الاصدار                         | الحدث المخلد                                         | وجه العملة | وصف العملة |
| ------------------------------------ | ---------------------------------------------------- | --- | --- |
| - هولندا                             | الذكرى 500 لنشر كتاب مديح الحمق لديسيديريوس إيراسموس | | يصور الجزء الداخلي من العملة إراسموس وهو يكتب كتابه وبياتريكس الهولندي. بين هاتين الصورتين، يظهر نقش "Beatrix Koningin der Nederlanden" (مكتوب عموديًا). تحيط نجوم الاتحاد الأوروبي الاثني عشر بالتصميم على الحلقة الخارجية للعملة. |
| - سلوفينيا                           | عيد الميلاد 100 لفرانك روزمان - ستان                 | | يظهر التصميم على الجانب الأيسر صورة فرانك روزمان - ستان مع نجمة خماسية تحته. يفصل نقش "SLOVENIJA" الأجزاء العلوية والسفلية من الجانب الأيمن للعملة. تتم كتابة السنة عموديًا أسفل النقش، وتظهر النقوش "FRANC" و "ROZMAN" و "STANE" (عموديًا) و 1911 و 1944 (أفقيًا) فوق النقش. تحيط نجوم الاتحاد الأوروبي الاثني عشر بالتصميم على الحلقة الخارجية للعملة. |
| - هولندا                             | الملك ويليم ألكسندر والأميرة بياتريكس                | يصور الجزء الداخلي من العملة كل من الملك ويليم ألكسندر والملكة بياتريكس السابقة. على اليسار، في نصف دائرة، نقش "WILLEM-ALEXANDER KONING DER NEDERLANDEN" وعلى اليمين، في نصف دائرة، نقش "BEATRIX PRINSES DER NEDERLANDEN". بين النقشين، في الأعلى، رمز التاج وفي الأسفل علامة الصك الرئيسية، وعلامة وعام الإصدار '2014'. تصور الحلقة الخارجية للعملة 12 نجمة للعلم الأوروبي. | |
| - الاتحاد الأوروبي (صادرة عناليونان) | ذكرى علم الاتحاد الأوروبي                            | | يُظهر التصميم علم الاتحاد الأوروبي كرمز يوحد الناس والثقافات برؤى ومثل مشتركة من أجل مستقبل مشترك أفضل. |
| - فرنسا                              | 100 عام منذ ولادة فرانسوا ميتران                     | | |
| - أندورا                             | مئوية نشيد أندورا                                    | | |
| - النمسا                             | 100 سنة منذ تأسيس جمهورية النمسا                     | | |
| - بلجيكا                             | 450 سنة منذ وفاة بيتر بروغل الأكبر                   | | |
| - ألمانيا                            | 30 عامًا على سقوط جدار برلين.                         | | عملة تذكارية المانية مشتركة مع فرنسا. |
| - استونيا                            | 200 عام على اكتشاف انتركتيكا.                        | | |